# Thomas J. Henderson

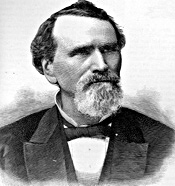
Thomas J. Henderson, um 1890

Thomas Jefferson Henderson (* 29. November 1824 in Brownsville, Tennessee; † 6. Februar 1911 in Washington, D.C.) war ein US-amerikanischer Politiker. Zwischen 1875 und 1895 vertrat er den Bundesstaat Illinois im US-Repräsentantenhaus.

## Werdegang
Im Alter von elf Jahren kam Thomas Henderson mit seinen Eltern nach Illinois, wo er die öffentlichen Schulen besuchte. Zwischen 1847 und 1849 war er Verwaltungsangestellter beim Bezirksrat im Stark County; von 1849 bis 1853 war er beim dortigen Bezirksgericht angestellt. Nach einem anschließenden Jurastudium und seiner 1852 erfolgten Zulassung als Rechtsanwalt begann er in Toulon in diesem Beruf zu arbeiten. Politisch schloss sich Henderson der 1854 gegründeten Republikanischen Partei an. In den Jahren 1855 und 1856 war er Abgeordneter im Repräsentantenhaus von Illinois. Von 1857 bis 1860 gehörte er dem Staatssenat an. Während des Bürgerkrieges diente er als Offizier im Heer der Union, in dem er bis zum Brevet-Brigadegeneral aufstieg. Nach dem Krieg praktizierte er wieder als Anwalt. Seit 1867 lebte er in Princeton. Im Jahr 1871 leitete er den fünften Finanzbezirk seines Staates.
Bei den Kongresswahlen des Jahres 1874 wurde Henderson im sechsten Wahlbezirk von Illinois in das US-Repräsentantenhaus in Washington, D.C. gewählt, wo er am 4. März 1875 die Nachfolge von John B. Hawley antrat. Nach neun Wiederwahlen konnte er bis zum 3. März 1895 zehn Legislaturperioden im Kongress absolvieren. Seit 1883 vertrat er den siebten Distrikt seines Staates. Von 1881 bis 1883 leitete er den Militärausschuss. Von 1889 bis 1891 war er Vorsitzender des Ausschusses für Flüsse und Häfen. Im Jahr 1894 wurde er von seiner Partei nicht mehr zur Wiederwahl nominiert.
Im Jahr 1896 wurde Thomas Henderson Mitglied im Vorstand der Kriegsbehindertenorganisation National Home for Disabled Volunteer Soldiers. Im Jahr 1900 wurde er ziviles Mitglied des Board of Ordnance and Fortifications, das sich mit militärischen Befestigungsanlagen befasste. Dieses Amt bekleidete er bis zu seinem Tod am 6. Februar 1911 in Washington.